# 李宗延
李宗延（1558年—1627年），字景喆，號嵩毓、崧毓，河南汝寧府汝陽縣人，明朝政治人物。

## 生平
萬曆十年（1582年）壬午科河南鄉試第二名舉人，治《春秋》。萬曆十四年（1586年）丙戌科會試一百九十七名，登三甲第一百二十八名進士。户部观政，本年八月初授湖廣黔阳知县，十五年十二月調補陕西咸宁县知县。丁父憂歸，萬曆二十年（1592年）補任山東長清縣知縣，萬曆二十三年（1595年）考选浙江道御史，差巡视十库。因请册立东宫，削籍归，闲居18年。光宗即位，起光禄寺少卿，十月升太常寺少卿，天啓元年（1621年）二月升大理寺左少卿，四月升都察院左佥都御史、协理京营戎政添设管事，二年三月升户部右侍郎，三年三月升户部尚书、总督仓场，九月回部管事，四年十一月改任吏部尚书、署都察院事，五年七月回部管事，十二月被论劾求罢，命驰驿回籍。天啓七年四月，贈太子太保，賜祭葬，謚“庄靖”。

## 著作
著有《栩栩轩文集》《十三经字诂》《祝鸠氏奏议》《曾子》等，纂修《长清县志》《汝阳县志》等。

## 家族
曾祖李榮；祖父李資；父李武，壽官。母王氏。具庆下。
子李胤華（李永秀）、李胤岱（李永芳）。